# Landrove
Landrove (llamada oficialmente San Xiao de Landrove) es una parroquia española del municipio de Vivero, en la provincia de Lugo, Galicia.

## Otras denominaciones
La parroquia también es conocida por los nombres de San Julián de Landrove y San Xulián de Landrove.

## Organización territorial
La parroquia está formada por dieciocho entidades de población, constando quince de ellas en el nomenclátor del Instituto Nacional de Estadística español:

### Entidades de población
Entidades de población que forman parte de la parroquia:
- Alemparte
- Arada (A Arada)
- Arredoada (A Arredoada)
- Barrio (O Barrio)
- Betrigo
- Calvario
- Calzada (A Calzada)
- Cristo (O Cristo)
- Iglesia (A Igrexa)
- Pedrouzos
- Penaxunta
- Ponte (A Ponte)
- Portociño (O Portociño)
- O Portociño de Arriba
- Rocha (A Rocha)
- Tilleira (A Telleira)
- Toxeiras

### Despoblado
Despoblado que forma parte de la parroquia:
- Rubeiras (Os Rubeiras)

## Demografía
| Gráfica de evolución demográfica de Landrove entre 2000 y 2021 |
|                                                                |
| Datos según el nomenclátor publicado por el INE.               |